# Aloe rubroviolacea
Aloe rubroviolacea là một loài thực vật có hoa trong họ Măng tây. Loài này được Schweinf. mô tả khoa học đầu tiên năm 1895.

## Hình ảnh

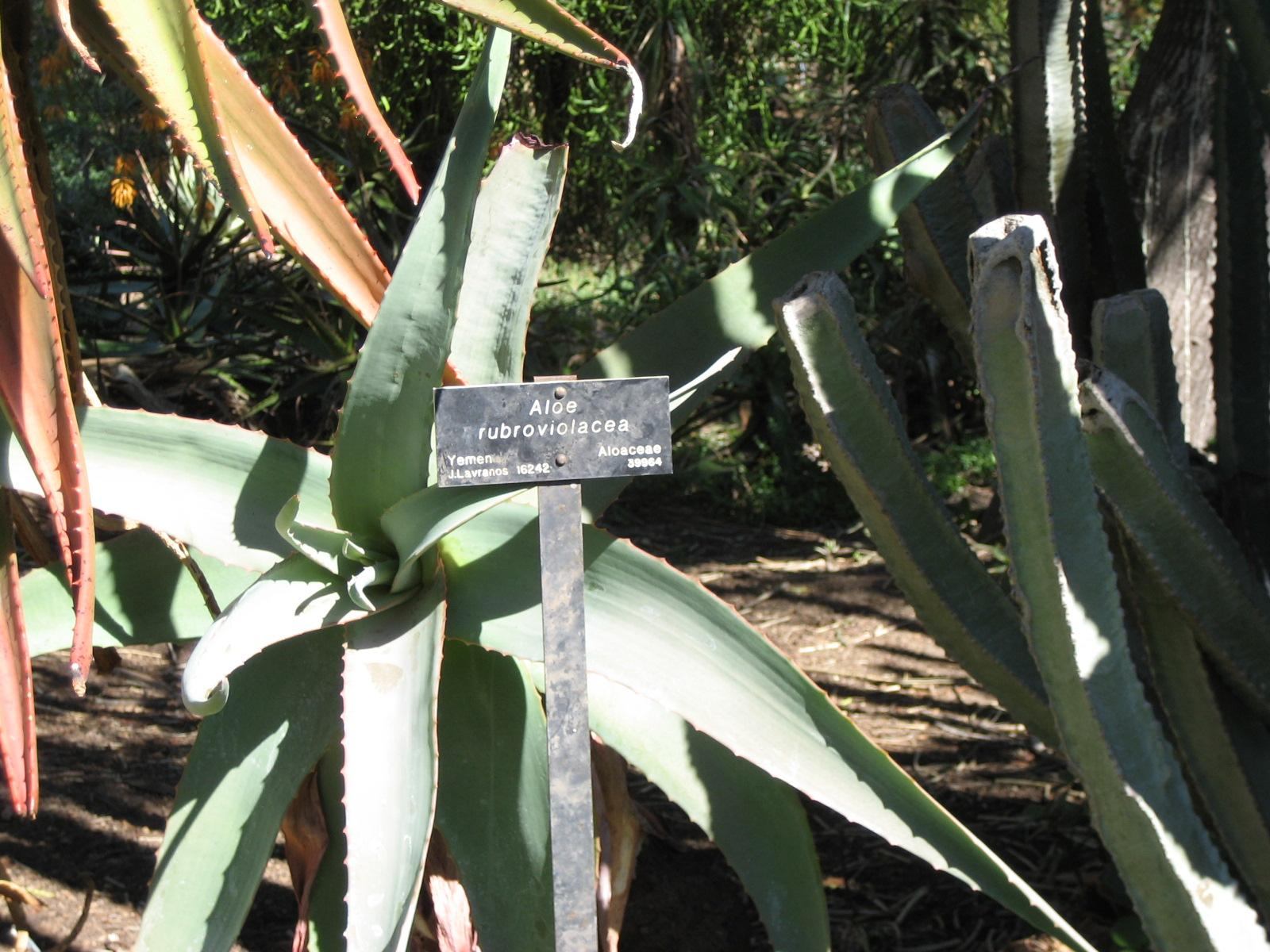
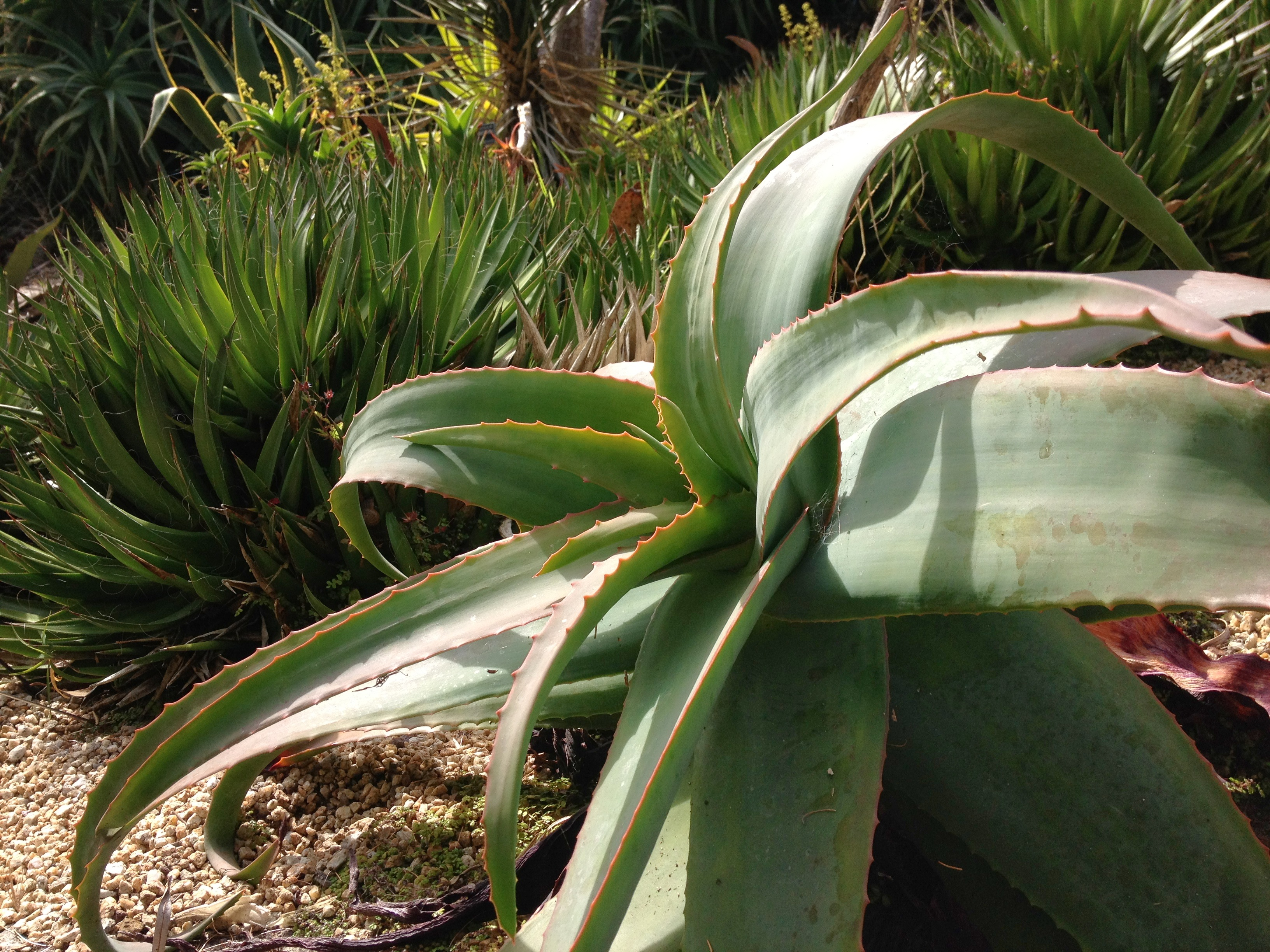